# Област Нуката
Област Нуката (јап. 岡崎市) Nukata-gun је рурална област која се налази у централном делу префектуре Аичи, Јапан. Као резултат различитих консолидације и спајања општина, већина округа је регистрована у градовима Оказаки и Тојота, а сада се састоји од само града Кота.
Од октобра 2011. године, у области Нуката живело је 38.393 становника и густину насељености од 676 становника по км². Укупна површина је 56,78 км².

## Историја

### Вароши и села
- Кота